# Americana (film 2023)
Americana è un film del 2023 diretto da Tony Tost.

## Produzione
Le riprese sono iniziate nel febbraio 2022 nel New Mexico.

## Distribuzione
Il primo trailer è stato distribuito il 16 marzo 2023. Il film è stato poi presentato in anteprima mondiale al South by Southwest il giorno seguente.